# Elegant Gypsy
 Elegant Gypsy  es el segundo álbum de estudio del guitarrista de jazz norteamericano Al Di Meola. Dicho álbum fue producido, arreglado y dirigido por Di Meola, quien compuso la mayoría de los temas, y publicado por Columbia en 1977. Entre los músicos invitados se encuentran los bateristas Steve Gadd y Lenny White, el tecladista Jan Hammer y el recordado guitarrista español Paco de Lucía. "Elegant Gypsy" es considerado uno de los mejores álbumes de Di Meola, a su vez, llegó al puesto 58 de Billboard y al puesto 5 de la lista de álbumes de Jazz en los Estados Unidos en 1977.

## Canciones
Todas las canciones compuestas por Al Di Meola excepto las indicadas:
1. "Flight Over Rio" (Mingo Lewis) - 7:16.
2. "Midnight Tango" - 7:28.
3. "Mediterranean Sundance" (Dúo con Paco de Lucía) - 5:14.
4. "Race with Devil on Spanish Highway" - 6:18.
5. "Lady of Rome, Sister of Brazil" - 1:46.
6. "Elegant Gypsy Suite" - 9:16.

## Músicos
- Al Di Meola: Guitarras, percusión, compositor, productor, arreglos musicales y dirección.
- Jan Hammer y Barry Miles: Teclados.
- Anthony Jackson: Bajo.
- Steve Gadd y Lenny White: Batería.
- Mingo Lewis: Percusión y compositor.
- Paco de Lucía: Guitarra en "Mediterranean Sundance".